# Palm Tower
El "Palm Tower" es un rascacielos de 240 metros de altura situado en Dubai (Emiratos Árabes Unidos). La torre está situada en las inmediaciones del centro comercial Nakheel Mall, en el archipiélago artificial de Palm Jumeirah.

## Arquitectura y utilización
La torre hotelera y residencial fue diseñada por RSP Architects Planners & Engineers de Singapur y tiene 52 plantas.
Está construido con 7.600 metros cúbicos de hormigón, 46.000 metros cuadrados de vidrio y 17.000 toneladas de acero. 
El edificio se caracteriza por una fachada exterior totalmente espejada y ligeramente curvada hacia el exterior en las plantas superiores en forma de palmera.
En las dos últimas plantas hay un mirador y un restaurante. En la planta 50, a 210 metros de altura, se encuentra Auraskypool, una de las piscinas infinitas de 360 grados más altas del mundo.
La Palm Tower alberga un hotel de cinco estrellas (St. Regis) del grupo Marriott International con 289 habitaciones en la planta 18 inferior.